# Državna himna
Državna himna je reprezentativna pjesma države, koja se pretežno izvodi u svečanim odnosno službenim prilikama.
Izvode se na nacionalnim svečanostima i proslavama, a također i na sportskim manifestacijama. Na Olimpijskim igrama i sličnim službenim međunarodnim natjecanjima, državna himna se izvodi tijekom ceremonije dodjele jedne od medalja. Državne himne se također izvode i prije početka natjecanja u mnogim sportskim ligama. Čak, u nekim državama, nacionalna himna se izvodi učenicima i studentima svakog dana, prije početka predavanja. Osim toga, u pojedinim zemljama, himna se izvodi u kazalištima prije početka predstave, kao i u kinima, prije emitiranja filma.
U većini slučajeva, izvodi se samo jedna strofa odnosno stanca državne himne, najčešće prva, što nije uvijek slučaj, jer Njemačka naprimjer koristi treću strofu. 
Veći entiteti ponekad također imaju svoju himnu. Postoji pregršt multinacionalnih odnosno međunarodnih himni. Službena himna Europe je "Oda radosti" iz Beethovenove devete simfonije.